# Lijst van burgemeesters van Deil
Dit is een lijst van burgemeesters van de voormalige Nederlandse gemeente Deil in de provincie Gelderland. De burgemeesters kwamen, behalve een korte periode tijdens de Tweede Wereldoorlog, allen uit het geslacht Kolff. Op 1 januari 1978 werd de gemeente Deil opgeheven en samengevoegd met Geldermalsen.
| Ambtsperiode | Naam burgemeester                             | Partij of stroming | Bijzonderheden                                             |
| ------------ | --------------------------------------------- | ------------------ | ---------------------------------------------------------- |
| 1811 - 1835  | Gualtherus Kolff                              |                    |                                                            |
| 1836 - 1868  | Willem Marinus Kolff (geb. 1810)              |                    | zoon van Gualtherus Kolff                                  |
| 1868 - 1879  | Gualtherus Marinus Kolff                      |                    | zoon van Willem Marinus Kolff                              |
| 1880         | Anthonie Johannes Adriaan Verweij (1849-1915) |                    |                                                            |
| 1880 - 1914  | mr. Marius Kolff                              |                    | kleinzoon van Gualtherus Kolff                             |
| 1914 - 1942  | mr. Willem Marinus (Tim) Kolff                |                    | zoon van mr. Marius Kolff                                  |
| 1943 - 1944  | Johannes Andreas Franciscus Andriessen        | NSB                |                                                            |
| 1945 - 1970  | mr. George Justinus Kolff                     | CHU                | eerst waarnemend, kleinzoon van mr. Marius Kolff           |
| 1970 - 1971  | L.J. Hommes                                   | PvdA               | waarnemend, tevens waarnemend van Beesd                    |
| 1971 - 1974  | mr. George Justinus Kolff                     | CHU                |                                                            |
| 1974 - 1977  | Hendrikus Johannes Antonius Verberk           | KVP                | waarnemend                                                 |
| 1977 - 1978  | Willem van Veeren                             | CHU                | waarnemend, tevens waarnemend burgemeester van Waardenburg |